# Бельтран II де ла Куэва и Толедо
Бельтран II де ла Куэва и Толедо (1478 — 11 февраля 1560) — испанский аристократ, военачальник и дипломат, 3-й герцог Альбуркерке (1526—1560), вице-король Арагона (1535—1539) и Наварры (1552—1560). Кавалер Ордена Золотого Руна (1534).

## Биография
Старший сын Франсиско де ла Куэва и Мендоса (1467—1526), 2-го герцога Альбуркерке (1492—1526), и Франсиски Альварес де Толедо, дочери Гарсии Альвареса де Толедо, 1-го герцога Альба.
Родился в замке Куэльяр (провинция Сеговия). В июне 1526 года после смерти своего отца Бельтран унаследовал титул и владения герцога Альбуркерке. Также он получил титулы графа де Ледесма и Уэльма, сеньора де Куэльяр, де Момбельтран, де Педро-Бернардо и др.
При жизни отца Бельтран де ла Куэва и Толедо участвовал в подавлении восстания комунерос (1520—1522) в Кастилии. В 1521 году вместе с братом Луизом и кузеном Алонсо принял участие в разгроме повстанцев в битве при Вильялар-де-лос-Комунерос.
Бельтранде ла Куэва был искусным политиком и дипломатом. В 1521 году он принял участие в завоевании испанской армией королевства Наварра. Король Испании Карл I назначил Бельтрана генерал-капитаном испанской армии во время военной кампании, где он одержал ряд побед над французами.
В 1535—1539 годах — вице-король Арагона.
В 1544 году король Испании Карл I отправил Бельтрана де ла Куэва, герцога Альбуркерке, в Лондон, где он получил от короля Англии Генриха VIII почётную должность генералиссимуса английской армии и был включен в состав королевского совета. Участвовал в войне Англии с Францией.
В 1552 году герцог Альбуркерке был назначен Карлом I вице-королём Наварры, эту должность он занимал вплоть до своей смерти.
11 февраля 1560 года скончался в Толедо, он был похоронен в часовне монастыря Сан-Франсиско в городе Куэльяр.

## Семья и дети
В детстве его отец пытался устроить брак между Бельтраном и Хуаной Арагонской (ум. 1520), дочерью Алонсо де Арагона (1470—1520), архиепископа Сарагосы и внебрачного сына Фердинанда Католика. Однако в 1509 году Хуана была выдана замуж за Хуана де Борха Энрикес де Луна (1495—1543), 3-го герцога Гандии.
Бельтран де ла Куэва женился на Изабель Хирон и Вега, дочери Хуана Тельес-Хирона (1456—1528), 2-го графа Уреньи (1469—1528), и Леонор де ла Вега и Веласко. Их дети:
- Франсиско II Фернандес де ла Куэва и Хирон (1510—1563), 4-й герцог Альбуркерке (1560—1563)
- Хуан де ла Куэва и Хирон
- Франсика де ла Куэва и Хирон, муж — Клаудио Вигиль де Киньонес, 4-й граф Луна
- Габриэль III де ла Куэва и Хирон (1515—1571), 5-й герцог Альбуркерке (1563—1571), вице-король Наварры (1560—1564) и Милана (1564—1571)
- Леонор де ла Куэва и Хирон, муж — Педро Фернандо Руис де Кастро Андраде и Португал (1524—1590), 5-й граф Лемос